# Biserica „Înălțarea Domnului” din Hădărăuți
Biserica „Înălțarea Domnului” este o biserică amplasată în Hădărăuți, raionul Ocnița, Republica Moldova. Este un monument arhitectural de importanță națională inclus în Registrul monumentelor Republicii Moldova ocrotite de stat cu nr. 1736 (raionul Ocnița). Datează din 1807.